# Список умерших в 967 году
В этой статье представлен список известных людей, умерших в 967 году.
См. также: Категория:Умершие в 967 году

## Февраль
- 9 февраля — Сайф ад-Даула — эмир Алеппо из династии Хамданидов.

## Апрель
- 8 апреля — Ахмед ибн Бувейх — один из основателей династии Бувайхидов (Буидов), султан Ирака.

## Июль
- 5 июля — император Мураками — 62-й правитель Японии (31 мая 945—5 июля 967), синтоистское божество

## Ноябрь
- 21 ноября — Абуль-Фарадж аль-Исфахани — арабский писатель, учёный, музыкант; составитель многотомной антологии арабской поэзии с VI по X века — «Книга песен» («Китаб аль-Агани»)

## Декабрь
- Вушмагир — эмир государства Зияридов (935—967).

## Точная дата смерти неизвестна
- Арнуль I — граф Камбре.
- Дуфф Неистовый — король Албы (Шотландии) (962—967)
- Ли Чэн — китайский художник-пейзажист, поэт, теоретик живописи